# He Jianbin
He Jianbin (kinesiska: 何健彬, pinyin: Hé Jiàn Bīn), född 18 februari 1993 i Xinhui, Guangdong, är en kinesisk simmare. Han har bl.a. deltagit i herrarnas 100 m ryggsim vid sommar-OS 2012 i London där han åkte ut efter kvartsfinalen.